# Moljci trava
Moljci trava (lat. Crambidae), porodica leptira, dio natporodice Pyraloidea. Moljci trava su mali do srednje veliki noćni leptiri (uz neke izuzetke livasdnih i plasninskih vrsta) s trokutastim gornjim i polukružnim donjim krilima. narastu najviše do 46 mm. Kod velikoga broja vrsta postoji spolni dimorfizam. Neke vrste ovih moljaca su šarenih krila, posebno onih u tropskim krajevima.
Moljci trava hrane se planinskim i vodenim biljkama i lišajevima. U Europi je poznato 499 vrsta;  u Hrvatskoj po prilici oko 250. Poznatije vrste su Cataclysta lemnata, moljac vodene leće, čija gusjenica prezimljuje u stabljikama trstike; Chrysoteuchia culmella ili livadni moljac; Cydalima perspectalis ili šimširov moljac; Pyrausta aurata, mentin plamenac.

## Rodovi
1. Abegesta
2. Aboetheta
3. Acellalis
4. Acentria
5. Achantodes
6. Achyra
7. Acicys
8. Acropentias
9. Adelpherupa
10. Adoxobotys
11. Aediodina
12. Aeglotis
13. Aenigmodes
14. Aeolopetra
15. Aeolosma
16. Aeschremon
17. Aethaloessa
18. Aethiophysa
19. Aetholix
20. Agassiziella
21. Agastya
22. Agathodes
23. Aglaops
24. Agrammia
25. Agrioglypta
26. Agriphila
27. Agriphiloides
28. Agrotera
29. Aiyura
30. Alatuncusia
31. Alatuncusiodes
32. Algedonia
33. Alloperissa
34. Almita
35. Almonia
36. Ambahona
37. Ambia
38. Ametrea
39. Amselia
40. Anaclastis
41. Anageshna
42. Analcina
43. Analyta
44. Anamalaia
45. Anania
46. Anarmodia
47. Anarpia
48. Anatralata
49. Ancylolomia
50. Ancyloptila
51. Ancylostomia
52. Angustalius
53. Anomocrambus
54. Antigastra
55. Antiscopa
56. Aphrophantis
57. Aphytoceros
58. Apilocrocis
59. Aplectropus
60. Apoblepta
61. Apogeshna
62. Aponia
63. Araeomorpha
64. Archernis
65. Arenochroa
66. Argentochiloides
67. Argyractis
68. Argyractoides
69. Argyrarcha
70. Argyria
71. Argyrophorodes
72. Argyrostola
73. Aristebulea
74. Arthroschista
75. Arxama
76. Asciodes
77. Asparagmia
78. Asphadastis
79. Asturodes
80. Ategumia
81. Atelocentra
82. Atomoclostis
83. Atomopteryx
84. Atralata
85. Auchmophoba
86. Aulacodes
87. Aulacoptera
88. Aureocramboides
89. Aureopteryx
90. Aurorobotys
91. Aurotalis
92. Australargyria
93. Autarotis
94. Authaeretis
95. Autocharis
96. Auxolophotis
97. Azochis
98. Balaenifrons
99. Banepa
100. Barisoa
101. Batiana
102. Beebea
103. Betousa
104. Bicilia
105. Blechroglossa
106. Blepharucha
107. Bleszynskia
108. Bocchoris
109. Bocchoropsis
110. Boeotarcha
111. Botyodes
112. Bradina
113. Brevicella
114. Brihaspa
115. Burathema
116. Burmannia
117. Cacographis
118. Cadarena
119. Caffrocrambus
120. Calamochrous
121. Calamoschoena
122. Calamotropha
123. Callibotys
124. Callilitha
125. Caloptychia
126. Camptomastix
127. Cangetta
128. Canuza
129. Capparidia
130. Caprinia
131. Caradjaina
132. Carectocultus
133. Carminibotys
134. Catagela
135. Catancyla
136. Catapsephis
137. Catharylla
138. Catoptria
139. Centropseustis
140. Ceratarcha
141. Ceratocilia
142. Cereophagus
143. Cervicrambus
144. Ceuthobotys
145. Chalcidoptera
146. Chalcoela
147. Charltona
148. Charltoniada
149. Cheloterma
150. Chilandrus
151. Chilo
152. Chilochroma
153. Chilochromopsis
154. Chilocorsia
155. Chilomima
156. Chilopionea
157. Chilozela
158. Chionobosca
159. Chiqua
160. Chloephila
161. Chlorobapta
162. Choristostigma
163. Chrismania
164. Chromodes
165. Chrysendeton
166. Chrysobotys
167. Chrysocrambus
168. Chrysophyllis
169. Chrysoteuchia
170. Chrysothyridia
171. Cilaus
172. Ciraphorus
173. Circobotys
174. Cirrhochrista
175. Cissachroa
176. Clarkeia
177. Classeya
178. Clatrodes
179. Cleoeromene
180. Clepsicosma
181. Cleptotypodes
182. Cliniodes
183. Clupeosoma
184. Cnaphalocrocis
185. Coelobathra
186. Coelorhyncidia
187. Coenostolopsis
188. Colomychus
189. Compacta
190. Compsophila
191. Conchylodes
192. Condylorrhiza
193. Coniesta
194. Conocramboides
195. Conocrambus
196. Conotalis
197. Contiger
198. Contortipalpia
199. Coptobasis
200. Coptobasoides
201. Coremata
202. Cornifrons
203. Corynophora
204. Cosipara
205. Cosmopterosis
206. Cotachena
207. Crambixon
208. Crambus
209. Criophthona
210. Crocidolomia
211. Crocidophora
212. Crypsiptya
213. Cryptobotys
214. Cryptographis
215. Cryptosara
216. Culladia
217. Culladiella
218. Cuneifrons
219. Cybalomia
220. Cyclocausta
221. Cydalima
222. Cylindrifrons
223. Cymbopteryx
224. Cymoriza
225. Cynaeda
226. Cypholomia
227. Cyrtogramme
228. Dasyscopa
229. Daulia
230. Dausara
231. Davana
232. Deana
233. Deanolis
234. Decelia
235. Deltobotys
236. Demobotys
237. Dentifovea
238. Desmia
239. Deuterophysa
240. Diacme
241. Diadexia
242. Diaphantania
243. Diasemia
244. Diasemiodes
245. Diasemiopsis
246. Diastictis
247. Diathrausta
248. Diathraustodes
249. Diatraea
250. Dichochroma
251. Dichocrocis
252. Dichogama
253. Dichozoma
254. Dicymolomia
255. Didymostoma
256. Dilacinia
257. Dipleurinodes
258. Diplopseustis
259. Diploptalis
260. Diploschistis
261. Diptychophora
262. Discothyris
263. Dismidila
264. Dolichobela
265. Donacaula
266. Donacoscaptes
267. Dracaenura
268. Drachma
269. Drosophantis
270. Duponchelia
271. Duzulla
272. Dysallacta
273. Eclipsiodes
274. Ecpyrrhorrhoe
275. Ectadiosoma
276. Edia
277. Elbursia
278. Elethyia
279. Elusia
280. Endographis
281. Endolophia
282. Endotrichella
283. Ennomosia
284. Enyocera
285. Eoophyla
286. Eoparargyractis
287. Eoreuma
288. Epactoctena
289. Epascestria
290. Ephelis
291. Ephormotris
292. Epichilo
293. Epicorsia
294. Epiecia
295. Epimetasia
296. Epina
297. Epipagis
298. Epiparbattia
299. Eporidia
300. Eranistis
301. Ercta
302. Eremanthe
303. Erinothus
304. Eristena
305. Erpis
306. Ertrica
307. Eschata
308. Ethiobotys
309. Euchromius
310. Euclasta
311. Euctenospila
312. Eudipleurina
313. Eudonia
314. Eufernaldia
315. Eulepte
316. Euleucinodes
317. Eumaragma
318. Eumorphobotys
319. Eupastranaia
320. Euphyciodes
321. Eupoca
322. Eurhythma
323. Eurrhypara
324. Eurrhyparodes
325. Eurrhypis
326. Eurytorna
327. Eustenia
328. Eustixia
329. Evergestella
330. Evergestis
331. Exeristis
332. Exsilirarcha
333. Falx
334. Fernandocrambus
335. Filodes
336. Fissicrambus
337. Flavocrambus
338. Frechinia
339. Fredia
340. Friedlanderia
341. Fumibotys
342. Furcivena
343. Gadira
344. Galadra
345. Gargela
346. Geshna
347. Gesneria
348. Ghesquierellana
349. Gibeauxia
350. Giorgia
351. Glaphyria
352. Glaucocharis
353. Glaucodontia
354. Glyphandra
355. Glyphodes
356. Goliathodes
357. Goniopalpia
358. Goniophysetis
359. Goniorhynchus
360. Gonocausta
361. Gonodiscus
362. Gononoorda
363. Gonothyris
364. Gynenomis
365. Gypodes
366. Gyros
367. Hahncappsia
368. Hammocallos
369. Haplochytis
370. Haplopediasia
371. Haploplatytes
372. Hednota
373. Hedyleptopsis
374. Heliothela
375. Heliothelopsis
376. Hellula
377. Helonastes
378. Helvibotys
379. Hemiplatytes
380. Hemiptocha
381. Hemiscopis
382. Hendecasis
383. Heortia
384. Heptalitha
385. Hercynella
386. Herpetogramma
387. Heterocnephes
388. Hileithia
389. Hoenia
390. Homophysodes
391. Hoplisa
392. Hoploscopa
393. Hositea
394. Hoterodes
395. Hutuna
396. Hyalea
397. Hyalinarcha
398. Hyalobathra
399. Hyaloplaga
400. Hyalorista
401. Hydriris
402. Hydropionea
403. Hydrorybina
404. Hylebatis
405. Hymenia
406. Hymenoptychis
407. Hyperectis
408. Hyperlais
409. Hyphercyna
410. Ichthyoptila
411. Idioblasta
412. Incaeromene
413. Iranarpia
414. Irigilla
415. Ischnoscopa
416. Ischnurges
417. Ismene
418. Japonichilo
419. Japonicrambus
420. Jativa
421. Kamptoptera
422. Kerbela
423. Knysna
424. Krombia
425. Kupea
426. La
427. Lampridia
428. Lamprophaia
429. Lamprosema
430. Lancia
431. Langessa
432. Laniifera
433. Laniipriva
434. Lasiogyia
435. Lathroteles
436. Lativalva
437. Leechia
438. Leonardo
439. Lepidoneura
440. Lepidoplaga
441. Leptosophista
442. Leptosteges
443. Leucargyra
444. Leucinodes
445. Leucochroma
446. Leucochromodes
447. Leucoides
448. Leucophotis
449. Libuna
450. Limbobotys
451. Lineodes
452. Linosta
453. Liopasia
454. Lipararchis
455. Lipocosma
456. Lipocosmodes
457. Lissophanes
458. Loxmaionia
459. Loxocrambus
460. Loxomorpha
461. Loxoneptera
462. Loxophantis
463. Loxostege
464. Loxostegopsis
465. Luma
466. Lumenia
467. Lygropia
468. Lyndia
469. Lypotigris
470. Mabilleodes
471. Mabra
472. Macaretaera
473. Macreupoca
474. Malaciotis
475. Malageudonia
476. Malgasochilo
477. Malleria
478. Maoricrambus
479. Maracayia
480. Marasmianympha
481. Mardinia
482. Margaretania
483. Margarochroma
484. Margarosticha
485. Maruca
486. Marwitzia
487. Massepha
488. Mecyna
489. Mecynarcha
490. Meekiaria
491. Megaphysa
492. Megastes
493. Megatarsodes
494. Melanochroa
495. Meridiophila
496. Meroctena
497. Mesocondyla
498. Mesocrambus
499. Mesolia
500. Mesopediasia
501. Mestolobes
502. Metacrambus
503. Metaeuchromius
504. Metasia
505. Metathyrida
506. Metaxmeste
507. Metraeopsis
508. Metrea
509. Micraglossa
510. Micrelephas
511. Microcausta
512. Microchilo
513. Microcramboides
514. Microcrambon
515. Microcrambus
516. Micromartinia
517. Microphysetica
518. Microtalis
519. Microtheoris
520. Microthyris
521. Midila
522. Midilambia
523. Mimasarta
524. Mimetebulea
525. Mimophobetron
526. Mimorista
527. Mimudea
528. Miraxis
529. Miyakea
530. Mojavia
531. Mojaviodes
532. Monocoptopera
533. Monodonta
534. Mukia
535. Munroeodes
536. Musotima
537. Myelobia
538. Myriostephes
539. Myrmidonistis
540. Nacoleiopsis
541. Nagiella
542. Nannobotys
543. Nascia
544. Nausinoe
545. Neadeloides
546. Nealgedonia
547. Neargyractis
548. Neargyria
549. Neasarta
550. Nechilo
551. Nehydriris
552. Neoanalthes
553. Neobanepa
554. Neocataclysta
555. Neocrambus
556. Neoculladia
557. Neocymbopteryx
558. Neodactria
559. Neoepicorsia
560. Neoeromene
561. Neogenesis
562. Neohelvibotys
563. Neoleucinodes
564. Neomusotima
565. Neopediasia
566. Neoschoenobia
567. Neostege
568. Nephelobotys
569. Nephelolychnis
570. Nephrogramma
571. Neurophyseta
572. Nevrina
573. Nicaria
574. Niphadoses
575. Niphopyralis
576. Niphostola
577. Noctuelia
578. Noctueliopsis
579. Noctuelita
580. Nolckenia
581. Nomis
582. Nomophila
583. Nonazochis
584. Noorda
585. Noordodes
586. Nosophora
587. Notarcha
588. Notaspis
589. Nothomastix
590. Notocrambus
591. Novocrambus
592. Nyctiplanes
593. Nymphicula
594. Nymphula
595. Nymphuliella
596. Nymphulodes
597. Nymphulosis
598. Obtusipalpis
599. Occidentalia
600. Odilla
601. Odontivalvia
602. Oenobotys
603. Oligocentris
604. Oligostigma
605. Oligostigmoides
606. Omiodes
607. Ommatospila
608. Omphisa
609. Orenaia
610. Orocrambus
611. Oronomis
612. Orphnophanes
613. Orthomecyna
614. Orthoraphis
615. Osiriaca
616. Ostrinia
617. Oxyelophila
618. Pachynoa
619. Pagmanella
620. Pagyda
621. Palepicorsia
622. Paliga
623. Palpita
624. Palpusia
625. Panalipa
626. Panotima
627. Pantographa
628. Paracataclysta
629. Paracentristis
630. Paracorsia
631. Paracymoriza
632. Parambia
633. Paramecyna
634. Paranacoleia
635. Parancyla
636. Paranomis
637. Parapediasia
638. Parapilocrocis
639. Paraplatytes
640. Parapoynx
641. Paratalanta
642. Paratraea
643. Parbattia
644. Pardomima
645. Paregesta
646. Parerupa
647. Parotis
648. Parthenodes
649. Paschiodes
650. Patissa
651. Patissodes
652. Pectinobotys
653. Pediasia
654. Pelaea
655. Pelinopsis
656. Perimeceta
657. Perispasta
658. Perisyntrocha
659. Petrophila
660. Phaedropsis
661. Phanomorpha
662. Phenacodes
663. Phlyctaenia
664. Phlyctaenomorpha
665. Phostria
666. Phryganomima
667. Physematia
668. Piletocera
669. Piletosoma
670. Pilocrocis
671. Pimelephila
672. Pitama
673. Placosaris
674. Plantegumia
675. Platygraphis
676. Platynoorda
677. Platytes
678. Platytesis
679. Pleonectoides
680. Pleuroptya
681. Plumegesta
682. Pogonogenys
683. Polygrammodes
684. Polygrammopsis
685. Polyterpnes
686. Polythlipta
687. Porphyronoorda
688. Porphyrorhegma
689. Portentomorpha
690. Potamomusa
691. Praeacrospila
692. Praephostria
693. Prionapteron
694. Prionapteryx
695. Prionopaltis
696. Prionotalis
697. Probalaenifrons
698. Prochoristis
699. Proconica
700. Procymbopteryx
701. Prodasycnemis
702. Prodelophanes
703. Productalius
704. Prolais
705. Proleucinodes
706. Promacrochilo
707. Pronomis
708. Prooedema
709. Prophantis
710. Prorasea
711. Prorodes
712. Proschoenobius
713. Protepicorsia
714. Proteuclasta
715. Proteurrhypara
716. Protinopalpa
717. Prototyla
718. Protrigonia
719. Protyparcha
720. Psammobotys
721. Psammotis
722. Psara
723. Psephis
724. Pseudargyria
725. Pseudebulea
726. Pseudepicorsia
727. Pseudlithosia
728. Pseudobissetia
729. Pseudocatharylla
730. Pseudoclasseya
731. Pseudoligostigma
732. Pseudometachilo
733. Pseudonoorda
734. Pseudopediasia
735. Pseudopolygrammodes
736. Pseudopyrausta
737. Pseudoschinia
738. Pseudoschoenobius
739. Ptiladarcha
740. Ptochostola
741. Ptychopseustis
742. Pycnarmon
743. Pygospila
744. Pylartes
745. Pyradena
746. Pyralausta
747. Pyrausta
748. Pythagoraea
749. Radessa
750. Ramila
751. Raphiptera
752. Ravanoa
753. Rehimena
754. Rhectosemia
755. Rhimphalea
756. Rhimphaliodes
757. Rhodocantha
758. Rhynchetria
759. Rodaba
760. Roxita
761. Rupela
762. Sacculosia
763. Salbiomorpha
764. Samea
765. Sameodes
766. Sameodesma
767. Sarabotys
768. Sathria
769. Saucrobotys
770. Scaptesylodes
771. Sceliodes
772. Schacontia
773. Schoenerupa
774. Schoenobiodes
775. Schoenobius
776. Scirpophaga
777. Scoparia
778. Scybalista
779. Scybalistodes
780. Sebrus
781. Sedenia
782. Sericocrambus
783. Sericophylla
784. Sericoplaga
785. Siga
786. Sinibotys
787. Sinomphisa
788. Sisyracera
789. Sisyrophora
790. Sitochroa
791. Sobanga
792. Somatania
793. Sparagmia
794. Spoladea
795. Stegea
796. Stegothyris
797. Stemorrhages
798. Stenia
799. Steniodes
800. Stenocalama
801. Stiphrometasia
802. Strepsinoma
803. Styphlolepis
804. Styxon
805. Sufetula
806. Supercrambus
807. Syllepis
808. Syllepte
809. Symphonia
810. Symphysa
811. Synclera
812. Synclita
813. Synclitodes
814. Syngamia
815. Syngamilyta
816. Syngropia
817. Syntonarcha
818. Syrianarpia
819. Tabidia
820. Talanga
821. Talis
822. Tamsica
823. Tanaobela
824. Tanaophysopsis
825. Tangla
826. Tasenia
827. Tatobotys
828. Taurometopa
829. Tauroscopa
830. Tawhitia
831. Tegostoma
832. Tehama
833. Temnobasis
834. Tenerobotys
835. Terastia
836. Teratausta
837. Teratauxta
838. Tessema
839. Tetrernia
840. Tetridia
841. Thalamarchis
842. Thaumatopsis
843. Thesaurica
844. Thevitella
845. Thisanotia
846. Thliptoceras
847. Thyridiphora
848. Thyridopsis
849. Thysanoidma
850. Tipanaea
851. Tipuliforma
852. Tirsa
853. Titanio
854. Togabotys
855. Tomissa
856. Torqueola
857. Tortriculladia
858. Toulgoetodes
859. Toxobotys
860. Trichaea
861. Trichophysetis
862. Trichovalva
863. Trigamozeucta
864. Trigonobela
865. Trigonoorda
866. Trischistognatha
867. Trithyris
868. Triuncidia
869. Tulla
870. Tyspanodes
871. Ubida
872. Udea
873. Udonomeiga
874. Uinta
875. Ulopeza
876. Undulambia
877. Upiga
878. Uresiphita
879. Usgentia
880. Usingeriessa
881. Uthinia
882. Varpa
883. Vaxi
884. Vietteina
885. Viettessa
886. Vinculopsis
887. Vittabotys
888. Voliba
889. Witlesia
890. Xanthocrambus
891. Xanthomelaena
892. Xanthophysa
893. Xanthostege
894. Yezobotys
895. Zacatecas
896. Zagiridia
897. Zebronia
898. Zenamorpha
899. Zeuzerobotys
900. Zovax